# منطقة كانساي

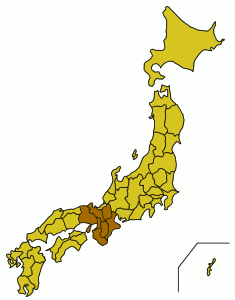
منطقة كانسائي

منطقة كانساي (باليابانية: 関西地方) أو منطقة كينكي (باليابانية: 近畿地方) هي منطقة تقع في جنوب وسط جزيرة هونشو أكبر جزيرة في أرخبيل اليابان. تضم المنطقة ست محافظات هي:
- محافظة نارا
- محافظة واكاياما
- محافظة كيوتو
- محافظة أوساكا
- محافظة هيوغو
- محافظة شيغا
- محافظة ميه

كما تعد مدن أوساكا، كوبه وكيوتو التي تشكل منطقة كيهانشين من أكبر التجمعات السكنية في منطقة كانساي.

## اقرأ أيضا
- مناطق اليابان